# Igor Smirnov
Igor Nicolaevici Smirnov (în rusă Игорь Николаевич Смирнов; n. 23 octombrie 1941, Petropavlovsk-Kamceatski) este un politician Transnistrian de origine rusă, care a îndeplinit funcția de președinte al autoproclamatei Republici Moldovenești Nistrene între anii 1991-2011.

## Biografia

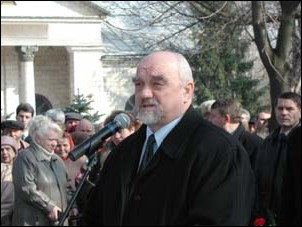
Ex-președintele autoproclamatei Republici Moldovenești Nistrene, Igor Smirnov.

### Copilăria
Igor Smirnov s-a născut la data de 23 octombrie 1941 în orașul Petropavlovsk Kamciațki, regiunea Habarovsk din estul Siberiei (Uniunea Sovietică, astăzi în Federația Rusă).
El era fiul lui Nikolai Stepanovici Smirnov, activist în aparatul Partidului Comunist din Uniunea Sovietică și al Zinaidei Grigorievna Smirnova, ziaristă și editor de ziar. Deoarece Partidul l-a promovat pe Nikolai Stepanovici în poziții importante în nomenclatura de partid, familia s-a mutat din Petropavlosk în RSS Ucraineană, unde Armata Roșie eliberase teritoriul ocupat anterior de către Germania Nazistă. Familia Smirnov a beneficiat inițial de reușitele profesionale ale lui Nikolai Stepanovici, care fusese numit în funcția de Prim-secretar al Comitetului raional de partid Golopristansk din Ucraina Sovietică.
Cu toate acestea, în vara anului 1952 Nikolai Stepanovici a fost arestat din cauza neregulilor constatate în aprovizionarea colhozurilor din raion . El a fost condamnat la 14 ani de muncă silnică urmat de o perioadă de cinci ani de exil pe teritoriul URSS. Fiind familia unui inamic al poporului, viața Zinaidei Grigorievna și a celor trei copii ai săi, Vladimir, Oleg și Igor a fost foarte dificilă. După moartea lui Iosif V. Stalin în martie 1953, Nikolai Stepanovici a fost eliberat împreună cu un mare număr de deținuți sovietici. Familia Smirnov s-a reunit în Rusia centrală, în apropiere de Munții Ural unde Nikolai Stepanovici, a fost director al unei școli primare, iar Zinaida Grigorievna a lucrat ca editor al ziarului local al Comsomol-ului.

### Activitatea profesională
În anul 1957 a absolvit Școala tehnico-profesională nr. 11 din orașul Zlatoust, regiunea Celeabinsk. În anul 1959, la vârsta de 18 ani, Igor Smirnov a început să muncească ca lăcătuș la Uzina "Elektromașina" din Zlatoust. Totuși, la scurtă vreme, el s-a mutat din nou în Ucraina pentru a lucra la construcția unei noi centrale hidroelectrice în orașul Nova Kahovka din Regiunea Herson.
Smirnov a arătat un mare entuziasm pentru viața sovietică, dobândind o educație înaltă în serile și zilele libere de după terminarea orelor de lucru și participând la o serie de activități sportive și culturale. El a cunoscut și s-a căsătorit ulterior cu o tânără ingineră numită Janeta Nikolaevna Lotnik la începutul anilor '60 și apoi și-a efectuat serviciul militar obligatoriu în Armata Roșie în perioada 1963-1966, obținând gradul de sublocotenent. În anul 1963, Smirnov a devenit membru al Partidului Comunist din Uniunea Sovietică și a lucrat ca activist al Comsomol-ului (komsorg) după revenirea la activitatea civilă.
Odată revenit din armată, Smirnov și-a continuat cursurile la fără frecvență pe care le începuse în anii '60, obținând diploma de inginer la Institutul de Construcții de Mașini din Zaporojie în anul 1974 . Este angajat la unul dintre magazinele care aparțineau de Uzina electromecanică din Kahovka, regiunea Cherson, ca vânzător ajungând apoi la funcția de director-adjunct. Având diplomă de inginer, Smirnov a continuat să fie promovat în funcții. A devenit curând director de magazin, apoi inginer-șef adjunct al fabricii cu probleme de inovații industriale, inginer-șef și director-adjunct.
Urma să fie numit director al întreprinderii din Ucraina, deoarece cel care ocupa funcția respectivă se pensionase. Dar, în loc să fie numit director, a fost transferat de către autoritățile sovietice în anul 1987 în Republica Socialistă Sovietică Moldovenească, pentru a ocupa postul de director la întreprinderea de construcții de mașini “Elektromaș” din Tiraspol. Venit din partea de est a URSS, Smirnov a acceptat serviciul oferit în apropiere de granița de vest a Uniunii.
Peste trei ani, Smirnov a ajuns să conducă orașul transnistrean ca președinte al Sovietului Suprem de la Tiraspol și peste încă un an a ajuns să îndeplinească cea mai înaltă funcție din cadrul auto-proclamatei republici separatiste transnistrene .

### Coordonarea grevelor

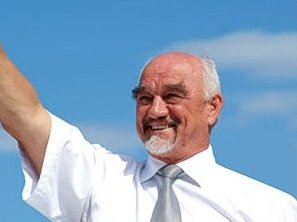
Igor Smirnov, liderul unui stat nerecunoscut de comunitatea internațională.

Pe măsură ce comunismul începea să intre în colaps la sfârșitul anilor '80, poporul din întreaga Uniune Sovietică a început să ceară suveranitate națională. Odată cu cererea cetățenilor din RSS Moldovenească de a dezbate introducerea limbii "moldovenești" (române) ca limbă oficială a republicii, mai întâi cu Limba rusă ca a doua limbă oficială și mai târziu fără limba rusă, au izbucnit manifestațiile naționaliste în Republica Moldova. O parte a cetățenilor credea că Republica Moldova trebuie să fie independentă de Kremlin și dorea un stat național, care putea să se unească cu România, unde se vorbea o limbă virtual identică. O altă parte a cetățenilor credea că Moldova ar trebui să rămână parte a supranaționalismului sovietic — cu cetățeni de mai multe naționalități — al URSS, posibil într-o țară post-comunistă, dar încă unită.
Smirnov și mulți dintre apropiații săi erau suspicioși că elaborarea unei legi a limbii române și a introducerii alfabetului latin, la început, ar constitui un prim pas către "naționalizarea" republicii și ar conduce la expulzarea cetățenilor ruși, ucraineni și găgăuzi din țară, unii stabiliți acolo de zeci de ani. Astfel, la data de 11 august 1989, când devenise clar că limba "moldovenească" va fi declarată ca singura limbă oficială în republică , Smirnov și alți muncitori din întreprinderile de subordonare unională din Tiraspol s-au aliat pentru a crea Sovietul Unit al Colectivelor Muncitorești (OSTK— Объединенный Совет трудовых коллективов) și au cerut declanșarea unei greve generale imediate care să ducă la încetarea activității industriale (concentrată în regiunea Transnistriei) de pe teritoriul RSS Moldovenești.

## Lider al unui stat nerecunoscut

### Intrarea în politică

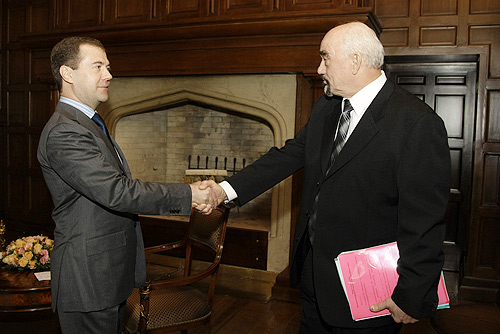
Igor Smirnov cu Președintele Rusiei Dmitri Medvedev în Barvikha pe 18 februarie 2009.

Din data de 31 august 1989, limba română fusese proclamată ca limbă de stat în RSS Moldovenească. În septembrie 1989, sovietele locale din Tiraspol, Tighina și Râbnița au respins legea limbii de stat, inițiindu-se astfel o mișcare de nesupunere față de autoritățile statului moldovenesc.
După ce campania de greve și mitinguri de protest împotriva limbii române și a alfabetului latin desfășurată în perioada 16 august - 22 septembrie 1989 nu a reușit să producă efecte la Chișinău, OSTK și-a reexaminat tactica. În perioada decembrie 1989 - ianuarie 1990, au avut loc referendumuri la Tiraspol și Râbnița pentru obținerea statutului de “teritoriu autonom” al Transnistriei, în cadrul RSS Moldovenească.
Smirnov și apropiații săi au văzut alegerile proxime din Republica Moldova ca o oportunitate de a face o serie de schimbări și de a-și impune ideile. Smirnov a câștigat două funcții la alegerile din februarie 1990, consilierul nr. 32 din Sovietul orășenesc (parlamentul municipal) din Tiraspol și deputatul nr. 125 din Sovietul Suprem al RSSM (parlamentul republican). În cadrul sovietului orășenesc, Smirnov a candidat pentru postul de președinte al acestui organism. Într-o încercare dramatică care a arătat cât de mult se disipase puterea Partidului Comunist, Smirnov și-a înfrânt contracandidatul, primul secretar al Comitetului orășenesc de partid, Leonid Țurcan, adunând un număr dublu de voturi . De la acel moment, Tiraspolul a fost un oraș aflat sub controlul OSTK.
În acest timp, la 27 aprilie 1990, fusese adoptat tricolorul cu cap de zimbru ca steag național al RSS Moldovenești, dar sovietele locale din Tiraspol și Tighina au refuzat prezența tricolorului în aceste orașe.
În Sovietul Suprem al RSS Moldovenești, lucrurile nu au fost așa de liniștite cum și-a imaginat Igor Smirnov. Candidații OSTK, în majoritate din partea de est a republicii (Transnistria), formau o mică facțiune din soviet, adică aproximativ 15%. În mai 1990, acești deputați ce proveneau din Transnistria au fost atacați și bătuți de către protestatarii care doreau independența republicii și au părăsit Sovietul Suprem plecând la casele lor din partea de est a statului. Incapabili de a influența  cursul evenimentelor de la Chișinău, acești deputați au acționat pentru a-și înființa propria republică sovietică, o republică care să rămână parte a Uniunii Sovietice și nu să se separe de aceasta împreună cu restul Moldovei. Mulți cetățeni moldoveni din Transnistria au reacționat cu indignare la această provocare la adresa suveranității statului și guvernul central sovietic i-a criticat sever în mod public pe separatiști înrăutățind situația și împingându-i pe aceștia spre proclamarea independenței.

### Proclamarea independenței
Igor Smirnov a devenit lider al OSTK la nivel regional și i-a îndemnat pe politicienii și activiștii din Transnistria să militeze pentru independență față de RSS Moldovenească în vara și toamna anului 1990. Când primul Congres extraordinar al deputaților din Transnistria a înființat o zonă economică cu autoguvernare în iunie 1990, Smirnov a fost ales ca președinte al Consiliului de coordonare însărcinat cu pregătirea proclamării independenței.
Un al doilea congres ținut la 2 septembrie 1990 a proclamat crearea Republicii Sovietice Socialiste Moldovenești Nistrene (RSSMN), iar deputații l-au ales la 3 septembrie 1990 pe Smirnov ca președinte al Sovietului Suprem Provizoriu al republicii separatiste.. Imediat după proclamarea independenței, separatiștii au început să ia cu asalt sectoarele de poliție și instituțiile guvernamentale în Transnistria , fapte care au culminat într-o luptă îndelungată între poliția și forțele armate moldovenești și separatiștii în apropierea orașului Dubăsari la 2 noiembrie 1990 .
La data de 15 noiembrie 1990, liderii separatiști, sprijiniți de formațiuni paramilitare proprii și de trupe ale armatei sovietice, au organizat alegeri legislative pentru "Sovietul Suprem” al “Republicii Sovietice Moldovenești Nistrene”. La prima sesiune a Sovietului Suprem al RMN desfășurată la 29 noiembrie 1990, Igor Smirnov a fost ales ca președinte al Republicii Socialiste Sovietice Moldovenești Nistrene.
Cu toate acestea, această proclamare a independenței Transnistriei nu a fost recunoscută de către URSS. Este de menționat faptul că la 22 decembrie 1990, Mihail Gorbaciov, președintele URSS, a semnat un decret prin care a declarat nule hotărârile “Congresului al II-lea al deputaților poporului din Transnistria” .
În noul său rol de președinte al Sovietului Suprem al RSSMN, și mai târziu, în cel de președinte al Republicii Moldovenești Nistrene (RMN), Smirnov a depus eforturi pentru recunoașterea republicii separatiste. Deși nu a câștigat lupta cu Republica Moldova, Smirnov a avut succes în cooperarea cu unitățile Armatei a 14-a staționate pe teritoriul Transnistriei. Beneficiind de pasivitatea inexplicabilă a autorităților statului Moldova, separatiștii și-au constituit o impresionantă forță armată, formată din :
- garda republicană, de 8.000 luptători, subordonată “Direcției de Apărare” a Transnistriei
- miliția, inclusiv batalionul Dnestr, de 5.000 luptători, care se subordona “Direcției de Interne” a “Republicii Nistrene”
- detașamentele teritoriale de salvare - 4.000 oameni, aflați la dispoziția executivelor locale
- regimentele muncitorești, echivalentul modern al “sovietelor de muncitori înarmați” sau al "gărzilor patriotice", subordonați Sovietului Unit al Colectivelor Muncitorești (OSTK)
- cazacii, în număr de 3-4.000, cu statut de “voluntari”, erau mercenari cu solde mai mari decât ale gardiștilor și subordonați direct conducerii “Republicii Nistrene”

Toate aceste unități au fost înzestrate cu armament cumpărat, capturat sau furat de la Armata a 14-a rusă sau de la unitățile OMON din Transnistria. Liderii Armatei a 14-a, ca de exemplu, generalul Alexandr Lebed, au oferit suport moral, armament și muniții, mijloace de transport și mijloace de luptă separatiștilor din RMN. Chiar și unii soldați ai Armatei Roșii s-au intrat în Armata Transnistriei.
Conflictul a degenerat ajungându-se la sfârșitul anului 1991 și începutul anului 1992 la violente lupte între trupele paramilitare din Transnistria și forțele de poliție din Republica Moldova.
La data de 19 august 1991, ca urmare a puciului de la Moscova, guvernul RSSMN a proclamat starea de urgență la Tiraspol și Tighina. Gardiștii nistreni patrulează prin orașe, iar drumurile sunt blocate. Liderii RSSMN cer populației locale să sprijine puciul care are loc la Moscova pentru a menține Uniunea Sovietică. Unii lideri transnistreni, cum ar fi Igor Smirnov și G. Pologov, sunt arestați de către forțele moldovenești, aduși la Chișinău de câțiva luptători ai Frontului Popular, dar au fost eliberați câteva zile mai târziu de către președintele Mircea Snegur la presiunile Moscovei . De asemenea, RMN „a amenințat să întrerupă furnizarea de gaz și electricitate către restul Moldovei” .
La data de 6 septembrie 1991, Sovietul Suprem al regiunii separatiste „a emis un ordin, prin care toate instituțiile, întreprinderile, organizațiile, unitățile de miliție, procuraturile, organele judiciare, unitățile KGB și alte servicii din Transnistria, cu excepția unităților militare aparținînd forțelor armate sovietice, trec sub jurisdicția „Republicii Nistrene” .
La 1 decembrie 1991, au fost organizate în raioanele de pe malul stâng al Nistrului alegeri prezidențiale declarate ilegale de către autoritățile moldovenești. Igor Smirnov s-a confruntat cu Grigore Mărăcuță, succesorul său ca președinte al Sovietului Suprem al RSSMN și cu Grigori Blagodarnîi. El a câștigat cu 65.4% din voturi, față de Mărăcuță care a obținut 31% și Blagodarnîi 1.5% .

### Conflictul militar
La sfârșitul anului 1991, s-au intensificat presiunile separatiștilor pentru a-i forța ofițerii de poliție pro-chișinăuieni să plece din Transnistria . La data de 3 decembrie 1991, Armata a 14-a sovietică a ocupat orașele Grigoriopol, Dubăsari, Slobozia, Tiraspol și Rîbnița, din Transnistria .
Ca urmare a presiunilor crescânde între Chișinău și regiunea separatistă, în primăvara anului 1992 au sosit în Transnistria voluntari din Brigada de cazaci de la Marea Neagră și din alte părți ale Uniunii Sovietice . Statul rus a continuat să-i remunereze pe cazaci și pe ceilalți voluntari cu 3.000 de ruble pe lună  .
În vara anului 1992, au izbucnit primele lupte în orașul Tighina și în împrejurimile sale. Trupele gardiste au beneficiat pe lângă ajutorul oferit de voluntari și de cazaci și de implicarea Armatei a 14-a, reușind astfel să evite preluarea controlului asupra orașelor Bender și Dubăsari. Ca urmare a luptelor, aproximativ 1.000 de oameni au fost răniți sau morți, iar 130.000 au devenit intern strămutați sau au solicitat refugiu în alte țări . Luptele au luat sfârșit la data de 21 iulie 1992 prin semnarea unui acord de încetare a focului între Republica Moldova și Rusia (nu de Transnistria) . În urma semnării acelui acord, s-a stabilit organizarea unei forțe de menținere a păcii cu includerea forțelor moldovenești, rusești și transnistrene, retragerea treptată a Armatei a 14-a și stabilirea unei zone economice libere în Bender .

### Smirnov după război

Steagul Republicii Moldovenești Nistrene.

În Republica Moldovenească Nistreană au avut loc trei alegeri prezidențiale după cea din anul 1991. Igor Smirnov a câștigat toate alegerile cu o majoritate largă.
- La 23 decembrie 1996, el a obținut 71.94% din voturi față de Vladimir Malahov care a obținut 20%.
- La 9 decembrie 2001, a obținut 81.85% din voturi față de Tom Zenovich (6.68%) și de Aleksandr Radcenko (4.65%).
- La 10 decembrie 2006, Smirnov a fost reales pentru a treia dată cu 82.4% din voturi. Candidatul Partidului Comunist, Nadejda Bondarenko a obținut doar 8.1% din voturi. Andrei Safonov, proprietarul și directorul ziarului opoziției, "Novaia gazeta" a câștigat 3.9%, iar candidatul Partidului Reînnoirii, Piotr Tomailă, care a concurat ca independent, a obținut 2.1%. 1.6% din voturi au fost "pentru nici unul" și 1.9% dintre sufragii au fost declarate nule. Prezența la vot a fost de 66.1%.[26]

La alegerile din anul 2001 au fost raportate unele neregularități . Nici una dintre aceste alegeri nu au fost recunoscute de către comunitatea internațională, care nu recunoaște legalitatea autorităților transnistrene și solicită ținerea de alegeri democratice pe teritoriul autonom aflat pe teritoriul Republicii Moldova.
La data de 8 mai 1997, în urma medierii de către Federația Rusă, Ucraina și OSCE, președintele Republicii Moldova, Petru Lucinschi, și Igor Smirnov în calitate de lider "de facto" al RMN, au semnat un memorandum cu privire la normalizarea relațiilor între Republica Moldova și RMN . Acel acord prevedea ca RMN să stabilească un „stat comun” cu Republica Moldova, însă acest termen nu a fost definit.
Igor Smirnov a fost susținut de către puterea de la Kremlin în toate acțiunile sale, consolidându-și puterea și înlăturând cu brutalitate orice formă de opoziție politică. În anul 1996, s-a instituit cenzura în mass-media, apoi în anul 2001, a fost modificată Constituția, extinzându-se atribuțiile prezidențiale și excluzând orice restricții privind numărul de mandate prezidențiale. Președintele este în același timp și președinte al Cabinetului de Miniștri, în timp ce Sovietul Suprem are atribuții restrânse.
Smirnov a anunțat că se va retrage din politică atunci când Republica Moldovenească Nistreană va obține recunoaștere internațională ca stat suveran și a declarat că activitatea sa se circumscrie acestui obiectiv .
Igor Smirnov conduce de obicei prin Transnistria un automobil Skoda  și fără gărzi de corp .
De-a lungul timpului, Smirnov a colaborat cu următorii vicepreședinți ai Republicii Moldovenești Nistrene: Alexandru Caraman (1991-2001), Serghei Leontiev (2001-2006) și Aleksandr Korolev (din 2006).

## Prezent
Igor Smirnov și soția sa, Janeta Nicolaevna, sunt cetățeni ruși și posedă pașapoarte ale Federației Ruse, acte care le-au fost înmânate de secția consulară a Ambasadei Federației Ruse la Chișinău la 11 și 20 ianuarie 1999 .
În anul 2004, Uniunea Europeană l-a inclus pe o listă a transnistrenilor cărora li s-a interzis călătoria în spațiul UE, fiind considerat răspunzător de împiedicarea progresului în vederea unei soluționări politice a conflictului transnistrean din Republica Moldova . Pe baza reexaminării Poziției comune 2004/179/PESC, la data de 25 februarie 2008, Consiliul Uniunii Europene a considerat că este oportun ca numele său să rămână în continuare pe lista persoanelor indezirabile în țările UE .
Igor Smirnov are doi fii: Vladimir (n. 1961, președinte al Comitetului de Stat al Vămilor, cu rang de ministru) și Oleg (n. 1967, deputat în Sovietul Suprem, președinte al Partidului Patriotic Transnistrean). Fiul său mai mic deține lanțul de magazine "Sheriff" și stadionul echipei orașului, "Sheriff Tiraspol", fiind și președintele filialei transnistrene a băncii "Gazprombank".
Din anul 2011, Igor Smirnov nu mai exercită nici o funcție de stat, fiind succedat de Evgheni Sevciuk, iar din 2017 de către Vadim Krasnoselski.

## Persona non grata
Conform Regulamentului Comisiei Europene 2005/147 / PESC, cetățeanul Federației Ruse Igor Smirnov, fiii săi Vladimir și Oleg, precum și alți lideri ai Republicii Moldovenești Nistrene nu au voie să intre în țările UE.

## Distincții
Igor Smirnov a primit următoarele distincții:
- Ordinul Republicii
- Ordinul "Pentru merit", clasa a II-a (conferit de Sovietul Suprem al RMN, 23 octombrie 2006) - "pentru merite deosebite în crearea, formarea și dezvoltarea Republicii Moldovenești Nistrene" [38]
- Ordinul "Pentru curaj personal"
- Crucea Comemorativă a Atamanului Kucher
- un ou pascal de aur și o gramotă patriarhală (1996) - acordate de Patriarhul Moscovei și al întregii Rusii, Aleksei al II-lea
- Ordinele "Sf. Mare Cneaz Daniil al Moscovei" și "Sf. Serghei de Radonej", clasa a II-a (acordate prin Decretul Patriarhului Moscovei și al întregii Rusii, Aleksei al II-lea) - "pentru dinamism în întărirea Ortodoxiei"
- Ordinele "Creștinarea lui Cristos", clasa I și "Sf. Antonie și Teodor Pecherskiy" (acordate de mitropolitul Vladimir Sabodan al Kievului și al întregii Ucraine) - pentru servicii aduse Bisericii Ortodoxe Ucrainene a Patriarhiei Moscovei
- distincții guvernamentale ale URSS
- Crucea "Pentru serviciu adus patriei", clasa I, a Academiei de Științe Naturale a Federației Ruse
- titlul de Doctor în Economie
- titlurile de profesor și membru al Academiei Internaționale de Informatică
- membru activ al Academiei Ucrainene de cibernetică economică

El este autorul mai multor lucrări și al cărții de memorii "Pentru dreptul de a trăi pe pământul Transnistriei", pentru care a primit în mai 2001 Premiul Literar Internațional "Mihail Șolohov", acordat „pentru vitejie personală și eroism în apărarea intereselor poporului Transnistriei“. Este de menționat că printre laureații acestui premiu, figurează și lideri politici cum ar fi Radovan Karadjici, Fidel Castro și Aleksandr Lukașenko .